# Cristian Vega
Cristian Ezequiel Vega (Santiago del Estero, Argentina, 17 de septiembre de 1993) es un futbolista argentino. Juega como volante y su actual club es Central Córdoba (SdE) de la Primera División de Argentina.

## Estadísticas
| Club                            | Div.          | Temporada     | Liga  | Liga  | Copa Nacional | Copa Nacional | Copa Internacional | Copa Internacional | Total | Total |
| Club                            | Div.          | Temporada     | Part. | Goles | Part.         | Goles         | Part.              | Goles              | Part. | Goles |
| ------------------------------- | ------------- | ------------- | ----- | ----- | ------------- | ------------- | ------------------ | ------------------ | ----- | ----- |
| Central Córdoba (SdE) Argentina |               |               |       |       |               |               |                    |                    |       |       |
| 3.ª                             | 2012-13       | 5             | 0     | -     | -             | -             | -                  | 5                  | 0     |       |
| 3.ª                             | 2013-14       | 13            | 0     | 2     | 0             | -             | -                  | 15                 | 0     |       |
| 3.ª                             | 2014          | 11            | 0     | -     | -             | -             | -                  | 11                 | 0     |       |
| 2.ª                             | 2015          | 11            | 0     | -     | -             | -             | -                  | 11                 | 0     |       |
| 2.ª                             | 2016          | 9             | 0     | -     | -             | -             | -                  | 9                  | 0     |       |
| 2.ª                             | 2016-17       | 10            | 1     | 1     | 0             | -             | -                  | 11                 | 1     |       |
| 3.ª                             | 2017-18       | 19            | 0     | 7     | 0             | -             | -                  | 26                 | 0     |       |
| 2.ª                             | 2018-19       | 25            | 1     | 5     | 1             | -             | -                  | 30                 | 2     |       |
| 1.ª                             | 2019-20       | 20            | 0     | -     | -             | -             | -                  | 20                 | 0     |       |
| 1.ª                             | 2020          | -             | -     | 10    | 2             | -             | -                  | 0                  | 0     |       |
| 1.ª                             | 2021          | 21            | 1     | 13    | 1             | -             | -                  | 34                 | 2     |       |
| Total club                      | Total club    | 144           | 3     | 38    | 4             | -             | -                  | 182                | 7     |       |
| Colón Argentina                 |               |               |       |       |               |               |                    |                    |       |       |
| 1.ª                             | 2022          | 0             | 0     | 7     | 0             | 1             | 0                  | 8                  | 0     |       |
| 1.ª                             | 2023          | 13            | 1     | 1     | 0             | -             | -                  | 14                 | 1     |       |
| Total club                      | Total club    | 13            | 1     | 8     | 0             | 1             | 0                  | 22                 | 1     |       |
| Total carrera                   | Total carrera | Total carrera | 157   | 4     | 46            | 4             | 1                  | 0                  | 204   | 8     |

## Palmarés

### Campeonatos nacionales
| Torneo           | Club                  | País      | Temporada |
| ---------------- | --------------------- | --------- | --------- |
| Torneo Federal A | Central Córdoba (SdE) | Argentina | 2017-18   |
| Copa Argentina   | Central Córdoba (SdE) | Argentina | 2024      |

### Logros deportivos
| Torneo                       | Club                  | País      | Temporada |
| ---------------------------- | --------------------- | --------- | --------- |
| Ascenso a Primera B Nacional | Central Córdoba (SdE) | Argentina | 2014      |
| Ascenso a Primera B Nacional | Central Córdoba (SdE) | Argentina | 2017-18   |
| Ascenso a Primera División   | Central Córdoba (SdE) | Argentina | 2018-19   |